# Глотализација гласа /t/
Глотализација гласа /t/ (енгл. t-glottalization или енгл. t-glottaling) представља гласовну промену у фонетском систему енглеског језика, код које се фонема /t/ изговара као глотални оклузив.
Ова гласовна промена је подврста дебукализације, а начин изговора до ког долази услед ње се назива глотализација. Појачавање гласа глоталним оклузивом (енгл. glottal reinforcement) претходи потпуној замени гласа глоталним оклузивом. Глотално појачавање и глотална замена могу се наћи у слободној варијацији.

## Историјат
Ова појаву је први пут забележио Хенри Свит у 19. веку у Шкотској. По мишљењу Питера Традгила, истраживања дају податке о зачецима ове гласовне промене у Норфоку, код говорника руралних дијалеката који су рођени 1870-их.
Будући да се енглеска дијалектологија у почетку углавном бавила руралним дијалектима, тешко је одредити колико је дуго ова промена већ присутна у говору становника урбаних средина. Глотализација гласа /t/ је позната карактеристика дијалекта Кокни. Дејвид Кристал наводи да се она може да се чути почетком 20. века код говорника чији говор одговара стандардном британском изговору (енгл. Received Pronunciation).

## Глотално појачавање (преглотализација)
Преглотализација гласа /t/ је присутна у стандардном британском, као и у стандардном америчком изговору, када фонема /t/ претходи сугласнику или паузи у говору. Овде долази до тога да се затварање глотиса преклапа са изговором сугласника којем претходи, међутим, артикулациони покрети могу се утврдити само помоћу посебних инструмената. На пример, у речима са слоготворним /n/ где долази до затварања глотиса скоро је немогуће одредити да ли је дошло до глоталног појачавања гласа /t/ или до његове потпуне замене глоталним оклузивом.

## Глотална замена
У стандардном британском изговору и у многим дијалектима, као што је Кокни, често долази до потпуне замене фонеме /t/ глоталним оклузивом, уколико после ње долази сугласник или слоготворно /n/.
Код говорника британског енглеског, а посебно код млађих особа, глотална замена се јавља у међувокалном положају, пре ненаглашеног самогласника. Међутим, и даље постоји стигма око употребе глоталног оклузива унутар речи у овом конексту код стандардног британског изговора.
И у стандардном британском и у стандардном америчком изговору, до глоталне замене долази и када се /t/ налази на крају речи.
Ен Фабрцијус у свом истраживању наводи да глотализација гласа /t/ постаје све чешћа у стандардном британском изговору услед нивелисања дијалеката на југоистоку и сматра да је ова промена почела да се шири од Лондона ка другим местима, под утицајем Кокнија. Неки други аутори, попут Мирослава Јежека, сматрају да ова гласовна промена ипак има зачетке у Шкотској и да је одатле постепено током година стигла и до Лондона.

## Дијалекти Северне Америке
Иако се ова појава углавном везује за британске дијалекте, она је присутна и у америчком и канадском енглеском под нешто ограниченијим околностима. У ова два варијетета енглеског, глотализација гласа /t/ се јавља на крају речи испред слоготворног /n/ и нешто ређе на граници између две речи.
Глотализација гласа /t/ се сматра и географским и социолингвистичким феноменом, посебно ако се јавља између две речи, а наводи се да се она користи све чешће и то међу млађом женском популацијом у западном делу Сједињених Америчких Држава.